# Gémula

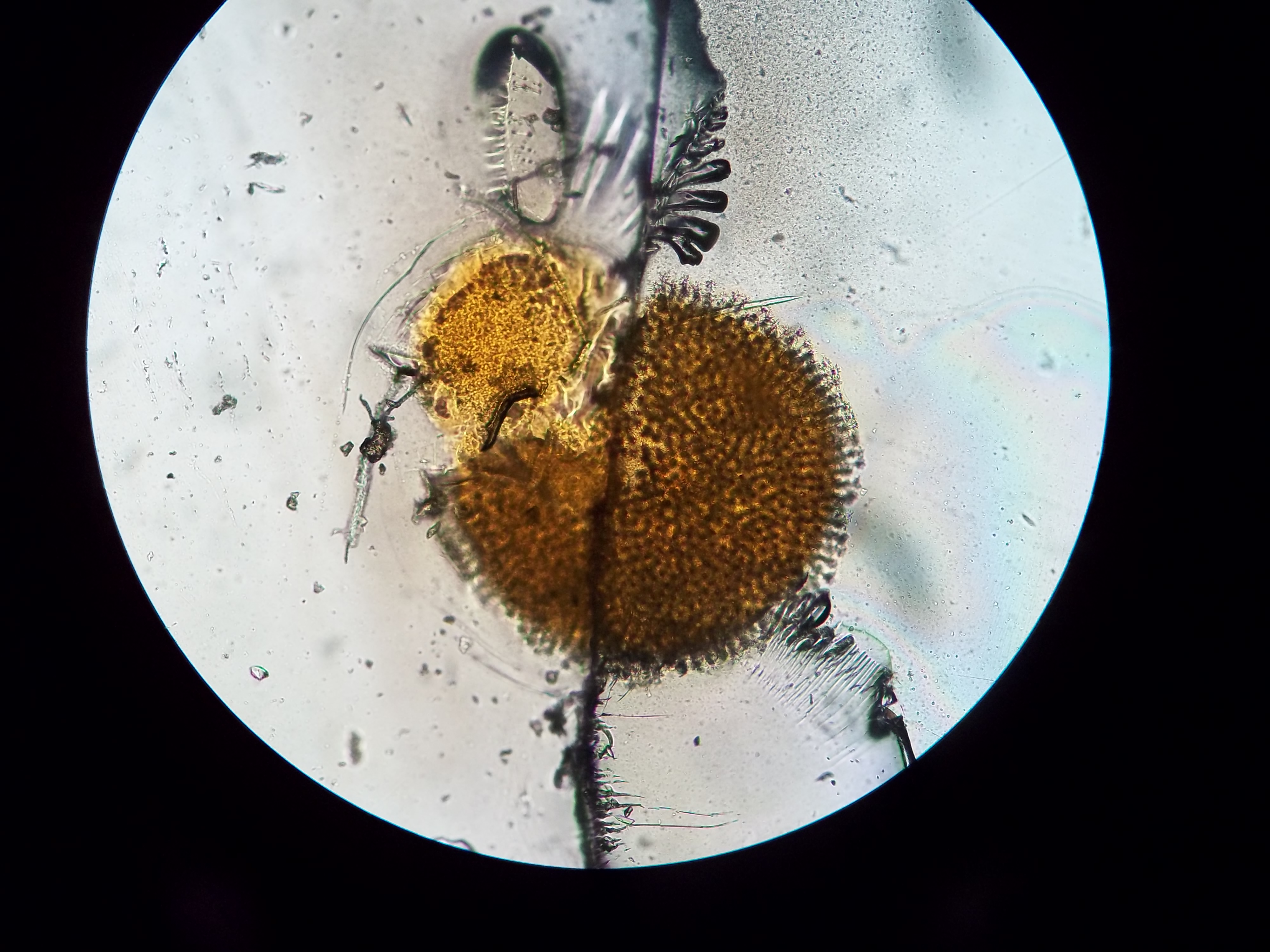
Gémula al microscopio óptico (40X). La banda negra central y los detalles por encima y debajo son roturas en el cubreobjetos del preparado.

La gémula (latín gemmula: yema pequeña) es un mecanismo de supervivencia de los poríferos, de esponjas de agua dulce como las familias Spongillidae, Potamolepidae y Metanidae. Las gémulas son la respuesta biológica a condiciones desfavorables del ambiente, por lo que constituyen estadios de resistencia. Dichas gémulas se producen durante el periodo de lluvias en las regiones tropicales, de manera que al llegar el periodo de sequía y la colonia muere por desecación, la misma se desintegra, caen las gémulas al sustrato o suelo y allí permanecen toda la estación seca esperando la llegada de las lluvias para comenzar el proceso de regeneración de la colonia.  Es de notar que aunque el proceso de formación de gémulas es muy común en especies de agua dulce, en las especies marinas se produce con menor frecuencia.

## Formación y morfología
Las gémulas se originan en el  mesohilo de la esponja, cuya estructura es diferenciada en el proceso de constitución de una masa de células embrionarias denominadas arqueocitos. Posteriormente se asocian a éstos otras células de carácter migratorio denominadas amebocitos, las cuales se degradan y son fagocitadas por los arqueocitos. Luego otro tipo de células mesenquimales se encarga de originar una cubierta de espongina, consolidada por las espículas producidas por los esclerocitos.  Es de tener en cuenta que, como ya se mencionó, este proceso ocurre durante la estación lluviosa o invierno.